# Diveana Cd2
Diveana Cd2 es el nombre de un álbum de estudio de la cantante venezolana Diveana. Fue producido en Venezuela por Luis Alva y lanzado al mercado por Latina el 11 de noviembre de 1993. Algunos de los sencillos que se promocionaron de este disco fueron: “Sola”, “Pícaro (Remix)” y “En Beirut (Live)”, y que fueron algunas de las canciones de este disco que mejor calaron a nivel de radio.

## Canciones
1. En Beirut (Live)
2. En Beirut (Remix)
3. Tu Ojos (Remix)
4. Por Quererte Tanto Ft Miguel Moly
5. Sola
6. Pícaro (Remix)
7. Sola (Live)
8. Diveana
9. Sola (Version Dj)
10. Así Así Así Ft Natusha y Karolina Con K
11. Dame

- Datos: Q25408139